# Stolperschwelle in Ruhland
Die Stolperschwelle in Ruhland beschreibt ein  Gedenken an den Todesmarsch vom KZ-Außenlager Schwarzheide nach Theresienstadt / Terezín und Langenau / Skalice. Die Stolperschwelle, die im Rahmen des Stolperstein-Projekts von Gunter Demnig in Ruhland am 8. Mai 2025 verlegt wurde, soll an Opfer des Nationalsozialismus erinnern, die am ersten Tag dieses Marsches durch Ruhland getrieben wurden.[veraltet]

## Stolperschwelle
| Adresse                           | Verlege- datum | Inschrift |
| --------------------------------- | -------------- | --- |
| Rudolf-Breitscheid-Straße 4 Karte | 8. Mai 2025    | AUF DIESEM WEG – Todesmarsch durch Ruhland 18./19. APRIL 1945 – MEHR ALS 600 HÄFTLINGE WERDEN AUS DEM KZ-AUSSENLAGER SCHWARZHEIDE VON SS-SCHERGEN DURCH RUHLAND GETRIEBEN – WEITER ÜBER DIE SÄCHSISCHE SCHWEIZ NACH THERESIENSTADT UND LANGENAU/ SKALICE ETWA 130 DIESER MÄNNER VERSTERBEN UNTERWEGS ENTKRÄFTET, WERDEN ERSCHOSSEN ODER HINGERICHTET VIELE STERBEN NACH DER ANKUNFT IN THERESIENSTADT |

## Vorgeschichte zur Stolperschwelle Ruhland
Im Dezember 2020 wurde Barbara Seidl-Lampa aus Ruhland auf einen Artikel im Gemeindebrief der evangelischen Kirche Ruhland aufmerksam. Darin suchte Hobby-Geschichtsforscher Tobias Höhne aus Lauchhammer nach Informationen und Zeitzeugen zum Todesmarsch, bei dem im April 1945 etwa 600 Häftlinge des KZ-Außenlagers Schwarzheide über Ruhland nach Theresienstadt getrieben worden waren. Barbara Seidl-Lampa antwortete ihm mit einem Leserbrief. Daraus entwickelte sich ein reger Gedankenaustausch.
Eine erste Aktion war der Gedenkmarsch von Schwarzheide nach Ruhland im April 2022.
Am 19. Januar 2023 erfolgte dann die Gründung der Initiative Stolperschwelle Ruhland. Das Projekt wurde interessierten Bürgern am 18. April 2024 im Ruhlander Rathaus vorgestellt. Tobias Höhne und Hobby-Geschichtsforscher Andreas Schebesta aus Kamenz berichteten dort über ihre Erkenntnisse zum Todesmarsch, über das unbeschreibliche Leiden der Häftlinge auf ihrem langen Weg. Entkräftet vor Hunger und Kälte verloren dabei viele der Männer ihr Leben oder sie wurden von den sie bewachenden SS-Schergen umgebracht. Für die Überlebenden endete der Leidensweg am 8./9. Mai 1945. Aber unmittelbar danach und auch viel später noch starben zahlreiche von ihnen an den Folgen der durchlittenen Strapazen.
Namen und Schicksale eines Großteils der Häftlinge sind durch Archivmaterial sowie durch Berichte von Überlebenden des Todesmarsches belegt und gut dokumentiert, unter anderem im „Datenblatt“ von René Senenko, der die jahrzehntelangen Nachforschungen seines Vaters Heinz Senenko zum Todesmarsch weiterführt.
Die Stolperschwelle soll im Gedenken an den Todesmarsch, der sich 2025 zum 80. Male jährt, durch den Künstler Gunter Demnig am 8. Mai 2025 vor dem Ruhlander Rathaus verlegt werden.

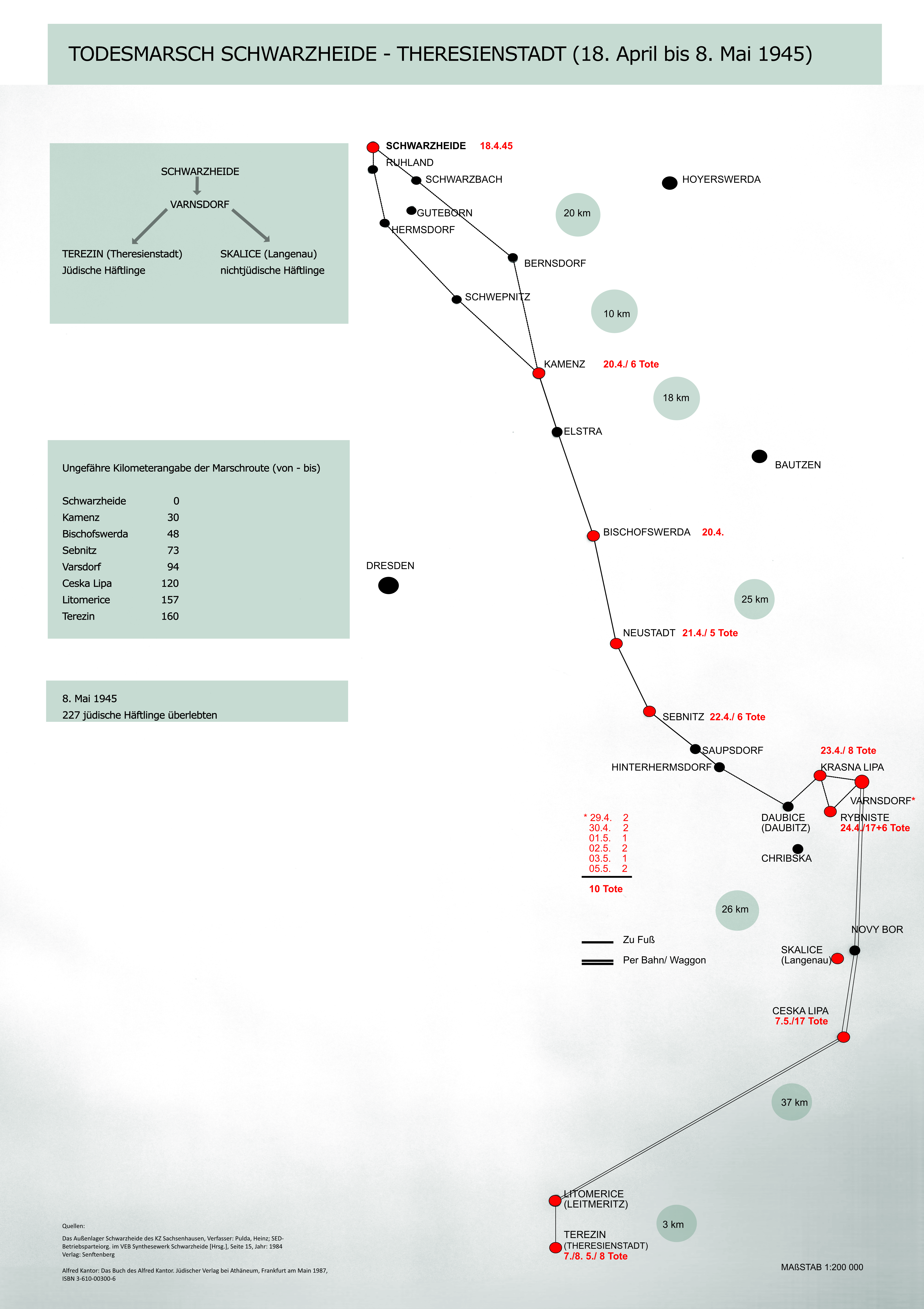
Route des Todesmarschs
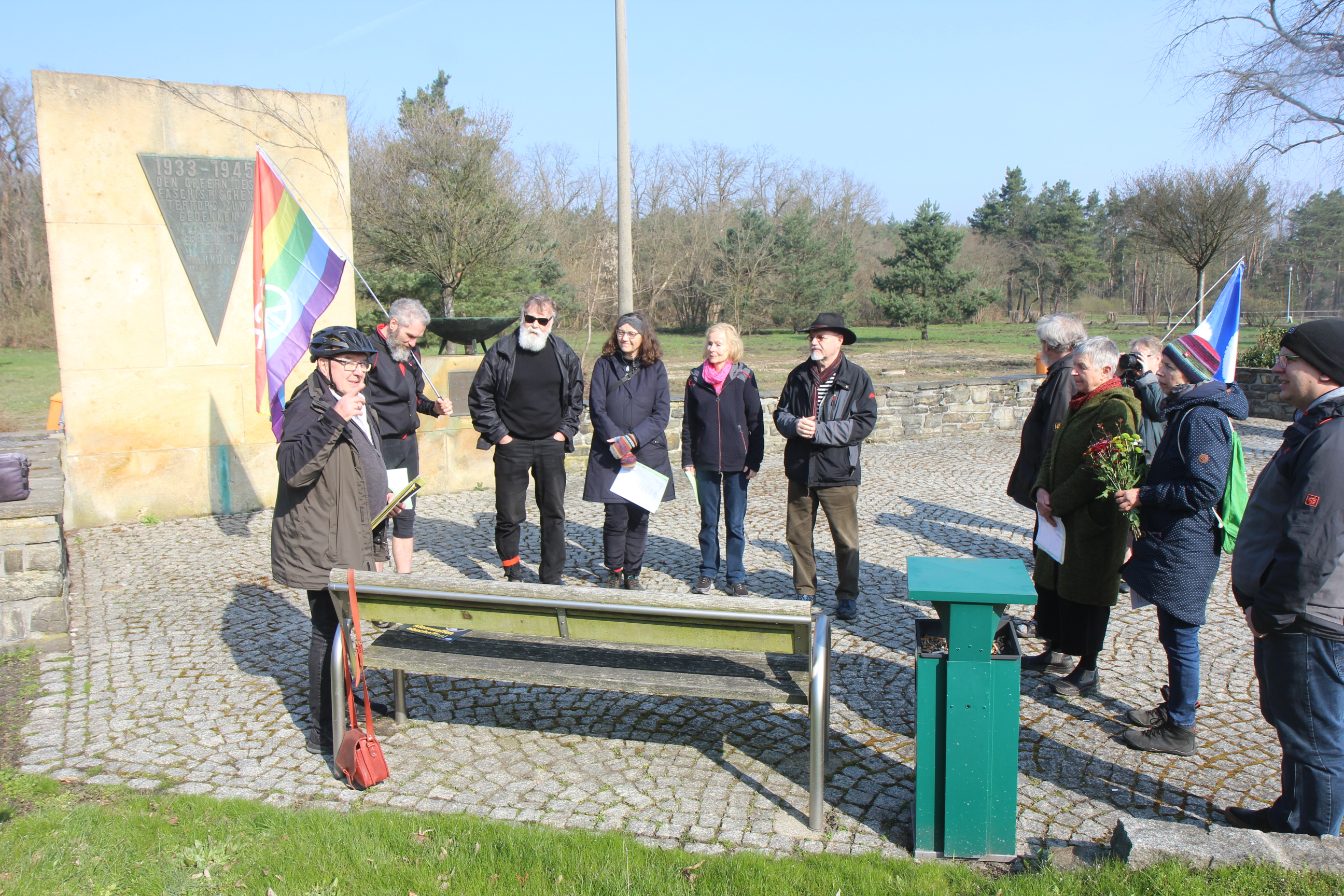
2. Gedenk- und Friedensmarsch Schwarzheide-Ruhland 2023
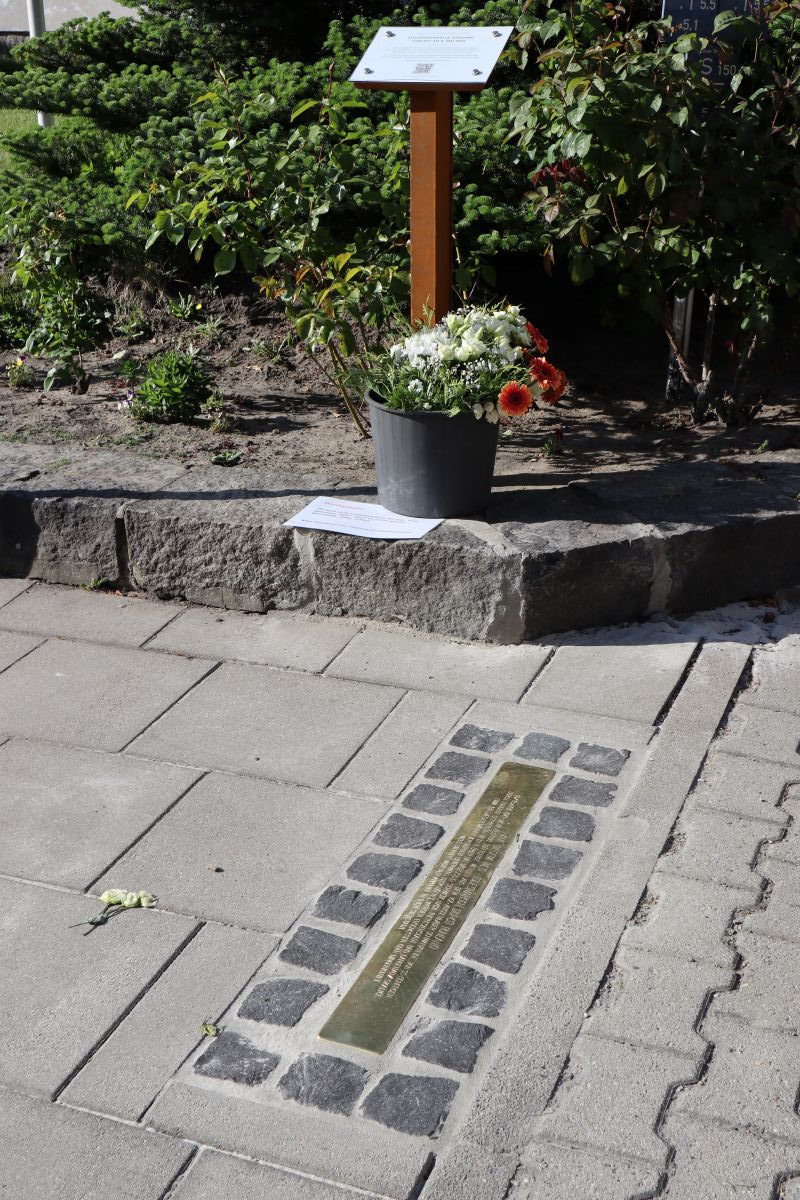
Die verlegte Stolperschwelle im Kontext (Mai 2025)

## Anmerkung
Bereits vor der offiziellen Gründung der Initiative kam die Idee auf, einen Ostermarsch von Schwarzheide nach Ruhland für Frieden und zum Gedenken an den Todesmarsch der Häftlinge durchzuführen. Der erste Gedenk- und Friedensmarsch von der Gedenkstätte in Schwarzheide zum Marktplatz Ruhland fand am 18. April 2022 statt. Organisiert wurde er von Heiko Gulbe aus Ruhland. Fünfzehn Menschen nahmen daran teil.